# Lyriothemis pallidistigma
Lyriothemis pallidistigma là một loài chuồn chuồn ngô thuộc họ Libellulidae. Loài này được mô tả khoa học lần đầu tiên năm 2021. L. pallidistigma được tìm thấy tại Việt Nam và Thái Lan.